# Manuel Bardina i Prat
Manuel Bardina i Prat (Barcelona, 27 de maig del 1915 – ?>1980) va ser compositor de sardanes i un dels fundadors de la revista Serra d'Or.

## Biografia
Estudià amb el mestre Grau i amb Cassià Casademont. Durant molts anys visqué a Castellbell i el Vilar i treballà a Montserrat en tasques diverses. Manuel Bardina va ser el 1955 un dels fundadors de la revista Serra d'Or, publicació que originalment constava com a "portaveu del Chor Montserratí i revista dels treballadors del santuari".
El seu germà Amadeu Bardina i Prat (de les Joventuts del Partit Comunista de Catalunya) morí al local del CADCI en els fets del sis d'octubre del 1934, amb només 27 anys.

## Obres
- El bazar de los juguetes, filigrana musical (1952), amb música de Francesc Vila i Ginferrer i lletra de Jaume Sech i Manuel Bardina
- Himne per als joves d'Acció Catòlica de Montserrat

### Sardanes
- Antonieta (1948)
- La bonica "Pepitón"
- Carmeta bonica
- Donzelles de Monistrol
- En Martinet de Montserrat
- Festa de joventut (1954)
- Gentil Maria Dolors
- Maria Pilar
- La més bella de Molins
- Nit de Montserrat, per a cor i cobla, dedicada a l'abat Aureli Maria Escarré
- Palau solitari
- La Pepeta del Borràs (1949)
- El petit Miquelet
- La petita del bar Serra (1946), enregistrada per la Cobla Jovenívola de Sabadell al CD Sardanes santvicentines (Barcelona: Àudio-visuals de Sarrià, 2004. Ref. 5.1938)
- Petita Immaculada
- Records de Cornellà